# Ги Гофет
Ги Гофет (на френски: Guy Goffette) е белгийски поет и писател на произведения в жанра драма.

## Биография и творчество
Ги Гофет е роден на 18 април 1947 г. в Жамоан, Шини, Белгия.
Работи последователно като учител, печатар, библиотекар, преводач, литературен критик и издател. Пътува в много европейски страни преди да се установи в Париж. Рецензент е в издателство „Галимар“.
През 1969 г. публикува първият си сборник с поезия. През 1989 г. е отличен с наградата „Маларме“ за поетичния сборник „Възхвала на една провинциална кухня“. През 2001 г. му е присъдена Голямата награда за поезия на Френската академия за цялостното му творчество. През 2006 г. получава наградата „Марсел Панол“, а през 2010 г. наградата „Гонкур“ за цялостно творчество.
Първият му роман „С лято около шията“ е издаден през 2001 г. За него е удостоен с наградата „Феликс Деней“на Академията за френски език и литература на Белгия.
Ги Гофет живее в Париж.

## Произведения

### Самостоятелни романи
- Un été autour du cou (2001) – награда „Феликс Деней“
С лято около шията, изд.: ИК „Колибри“, София (2006), прев. Росица Ташева
- Une enfance lingère (2006) – награди „Виктор Росел“ и „Марсел Панол“
- Presqu'elles (2009)
- Tombeau du Capricorne (2009)
- Géronimo a mal au dos (2013)

### Поезия
- Quotidien rouge (1971)
- Nomadie (1979)
- Huit muses neuves et nues (1983)
- Solo d'ombres (1983) – награда „Ги Леви-Мано“
- Prologue à une maison sans murs (1983)
- Le Dormeur près du toit (1983)
- Pour saluer André Frénaud (1987)
- Le Relèvement d'Icare (1987) – с Ив Бергере
- Éloge pour une cuisine de province (1988) – награда „Маларме“
Възхвала на една провинциална кухня, изд. „Фонд. за българска литература“ (2012), прев. Аксиния Михайлова
- Chemin des roses (1991) – с Бернар Ноел
- La Vie promise (1991)
- Le Pêcheur d’eau (1995)
- Un manteau de fortune (2001)
- Sur le fil des collines (2001)
- Le Seul Jardin (2001)
- Poètes pour le temps présent (2003)
- L'Adieu aux lisières (2007)
- Petits riens pour jours absolus (2016)

### Новели
- L'Ami du jars (1991)

### Сборници
- Partance (1995)
- Verlaine d’ardoise et de pluie (1996)
- Elle, par bonheur et toujours nue (1998)
Завинаги гола, изд. „Фонд. за българска литература“ (2012), прев. Аксиния Михайлова
- Partance et autres lieux suivi de Nema problema 2000) – награда „Валери-Ларбо“
- Tacatam blues (2000)
- Jean Dieuzaide: Corps et (2006)
- L'Autre Verlaine (2007)